# Juliana Wimbles
Juliana Wimbles ist eine kanadische Schauspielerin.

## Leben
Wimbles wurde in Kanada geboren. Sie studierte an der American Academy of Dramatic Arts in New York City Schauspiel und begann Ende der 1990er Jahre erste Rollen als Filmschauspielerin entgegenzunehmen. Sie wirkte in Nebenrollen in Spielfilmen mit und war in Episodenrollen zu sehen. 2004 übernahm sie im Tierhorrorfilm Snakehead Terror eine der Hauptrollen. Von 2015 bis 2017 verkörperte sie in der Fernsehserie Murder, She Baked die Rolle der Lisa Herman. Seit 2017 mimt sie in der Fernsehserie The Good Doctor verschiedene Charaktere.

## Filmografie
- 1998: Courage – Der Mut einer Frau (The color of courage) (Fernsehfilm)
- 1998–1999: You, Me and the Kids (Fernsehserie, 3 Episoden, verschiedene Rollen)
- 1999: The Darklings (Fernsehfilm)
- 1999: Verhängnisvolle Vergangenheit (A Murder on Shadow Mountain) (Fernsehfilm)
- 1999: Aviators – Piloten aus dem Jenseits (Dead Aviators) (Fernsehfilm)
- 2001: Fionas Website (So Weird) (Fernsehserie, Episode 3x16)
- 2001: Josie and the Pussycats
- 2001: De grot
- 2001: Come Together
- 2002: Bang, Bang, Du bist tot (Bang, Bang, You’re Dead)
- 2003: Vergiss die Toten nicht (Before I Say Goodbye) (Fernsehfilm)
- 2004: Snakehead Terror
- 2005: Godiva’s (Fernsehserie, 3 Episoden)
- 2005: Killer Instinct (Fernsehserie, Episode 1x11)
- 2009: Supernatural (Fernsehserie, 2 Episoden)
- 2010: Fringe – Grenzfälle des FBI (Fringe) (Fernsehserie, Episode 3x01)
- 2010: The Unvarnished Boy (Kurzfilm)
- 2010: Popsicle Sticks (Kurzfilm)
- 2013: Lucille’s Ball
- 2013: Profile for Murder (Fernsehfilm)
- 2014: Motive (Fernsehserie, Episode 2x06)
- 2015: The Unauthorized Full House Story (Fernsehfilm)
- 2015–2017: Murder, She Baked (Fernsehserie, 5 Episoden)
- 2016: Anything for Love (Fernsehfilm)
- 2017: Ein unvergessliches Weihnachtsgeschenk (A Gift to Remember) (Fernsehfilm)
- seit 2017: The Good Doctor (Fernsehserie)
- 2018: Hope at Christmas (Fernsehfilm)
- 2019: Valley of the Boom (Fernsehserie, Episode 1x03)
- 2019: Aurora Teagarden Mysteries (Fernsehserie, Episode 1x10)
- 2019: Cherished Memories – A Gift To Remember 2 (Fernsehfilm)
- 2020: Spotlight on Christmas (Fernsehfilm)